# Marsdenia robinsonii
Marsdenia robinsonii är en oleanderväxtart som beskrevs av J. R. Johnzton. Marsdenia robinsonii ingår i släktet Marsdenia och familjen oleanderväxter. Inga underarter finns listade i Catalogue of Life.